# Pszczółki (stacja kolejowa)
Pszczółki – stacja kolejowa w Pszczółkach, w województwie pomorskim, w Polsce. Według klasyfikacji PKP ma kategorię dworca lokalnego.

## Krótki opis
Stacja odprawia wyłącznie pociągi Polregio. Do 10 grudnia 2016 kursowały tu również pociągi trójmiejskiej SKM, obsługujące odcinek Tczew – Gdańsk Główny.
Budynek dworca wraz z lodownią i ekspedycją towarową znajduje się w Gminnej Ewidencji Zabytków.

## Budowy i remonty
29 maja 2017 podpisano umowę o dofinansowanie budowy na stacji w Pszczółkach węzła integracyjnego. W ramach projektu w roku 2018 w miejscu dawnej parowozowni pomocniczej (późniejszej bazy służby drogowej) powstał parking dla samochodów osobowych z drogą dojazdową, monitoringiem i oświetleniem, 16 stojaków z wiatą na 32 rowery, 600-metrowa ścieżka pieszo-rowerowa oraz zrealizowano przebudowę ul. Pomorskiej na długości 800 m. Powstało także 6,3 km dróg rowerowych na trasach Pszczółki - Kolnik, Sobowidz - Żelisławki oraz wzdłuż ulicy Ogrodowej.
1 kwietnia 2021 PKP SA po trwającym od jesieni 2019 remoncie oddało do użytku podróżnych trzykondygnacyjny budynek dworcowy z 1908 roku, wpisany do gminnej ewidencji zabytków. Obiekt został gruntownie wyremontowany z zachowaniem historycznego wyglądu zewnętrznego (ceglana elewacja w stylu neogotyckim wraz z detalami architektonicznymi), ale ze zmianą układu wnętrza mieszczącego poczekalnię, a na piętrach trzy lokale mieszkalne. W wyniku prac odtworzono na wzór historycznej stolarkę okienną oraz pomieszczenia i drzwiową, a także wymieniono poszycie dachowe.
Na elewacji (od strony peronów) umieszczono cztery herby: województwa pomorskiego, powiatu gdańskiego oraz Gdańska i Pszczółek, namalowane na płycie z blachy nierdzewnej.
W ramach remontu budynek został docieplony i wyposażony w podnośnik (windę). Po realizacji inwestycji (kosztującej ponad 12 mln zł) dworzec wyposażono w poczekalnię (z systemem wizualnej i głosowej informacji pasażerskiej oraz monitoringiem), przystosowane do potrzeb niepełnosprawnych toalety, przewijak i kasę biletową. W poczekalni pozostawiono oryginalne łuki między kolumnami oraz posadzkę ceramiczną, w którą wkomponowano ścieżki dotykowe dla osób niedowidzących lub niewidomych.
W czasie przebudowy funkcjonował dworzec tymczasowy.

## Ruch pasażerski[9]
| Rok  | Wymiana pasażerska na dobę | Miejsce w kraju |
| ---- | -------------------------- | --------------- |
| 2017 | 700-999                    | bd.             |
| 2018 | 700-999                    | bd.             |
| 2019 | 1000-1500                  | 323.            |
| 2020 | 500-699                    | 317.            |
| 2021 | 700-999                    | 297.            |
| 2022 | 1000–1500                  | 276.            |
| 2023 | 1500-2000                  | 248.            |

## Lokomotywownia
W Pszczółkach funkcjonowała niewielka lokomotywownia. Na przykład, w okresie 1934-1939, była to tzw. Stacja Trakcyjna w Pszczółkach.

## Galeria

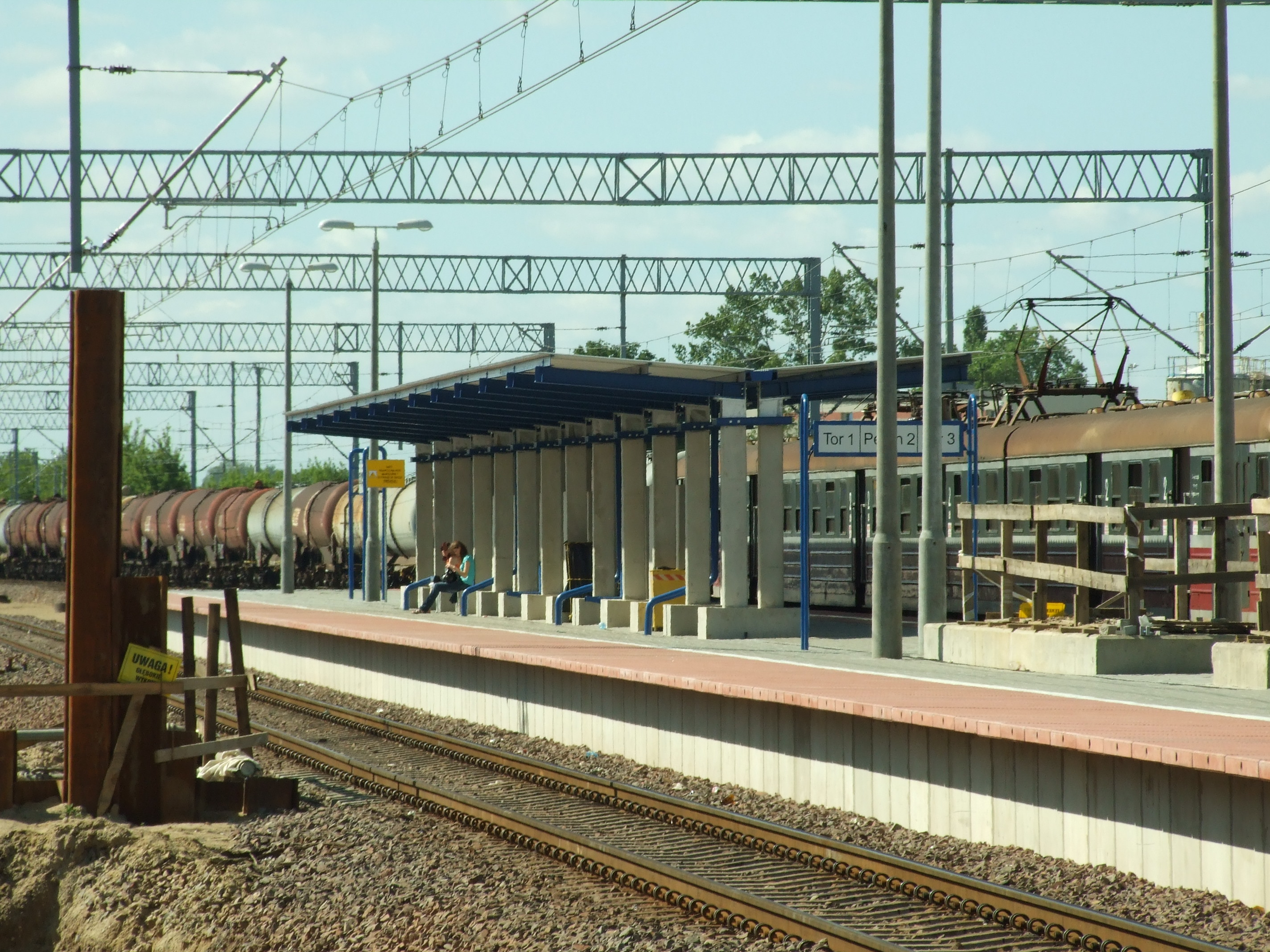
Peron podczas modernizacji stacji
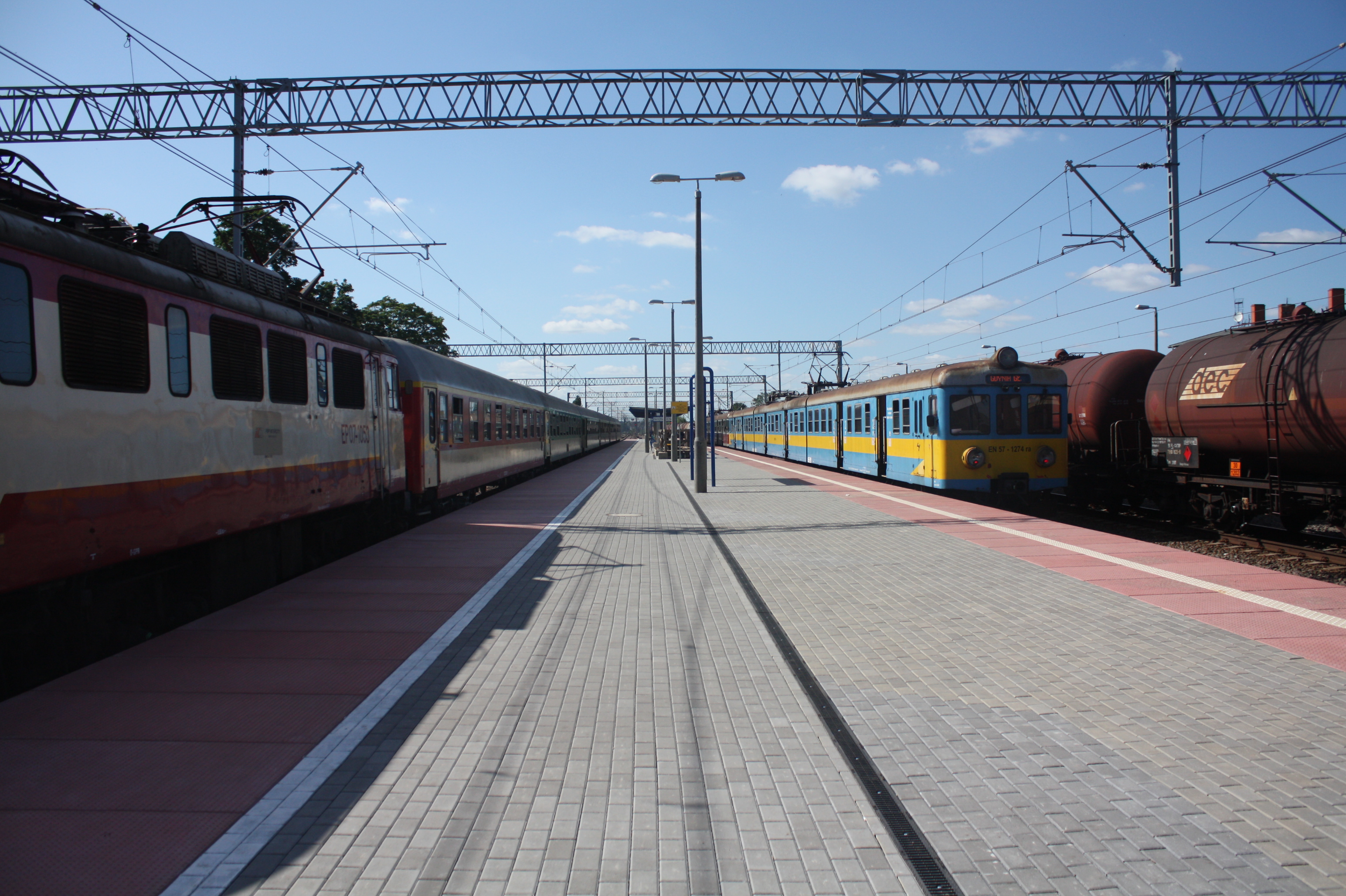
Peron 2
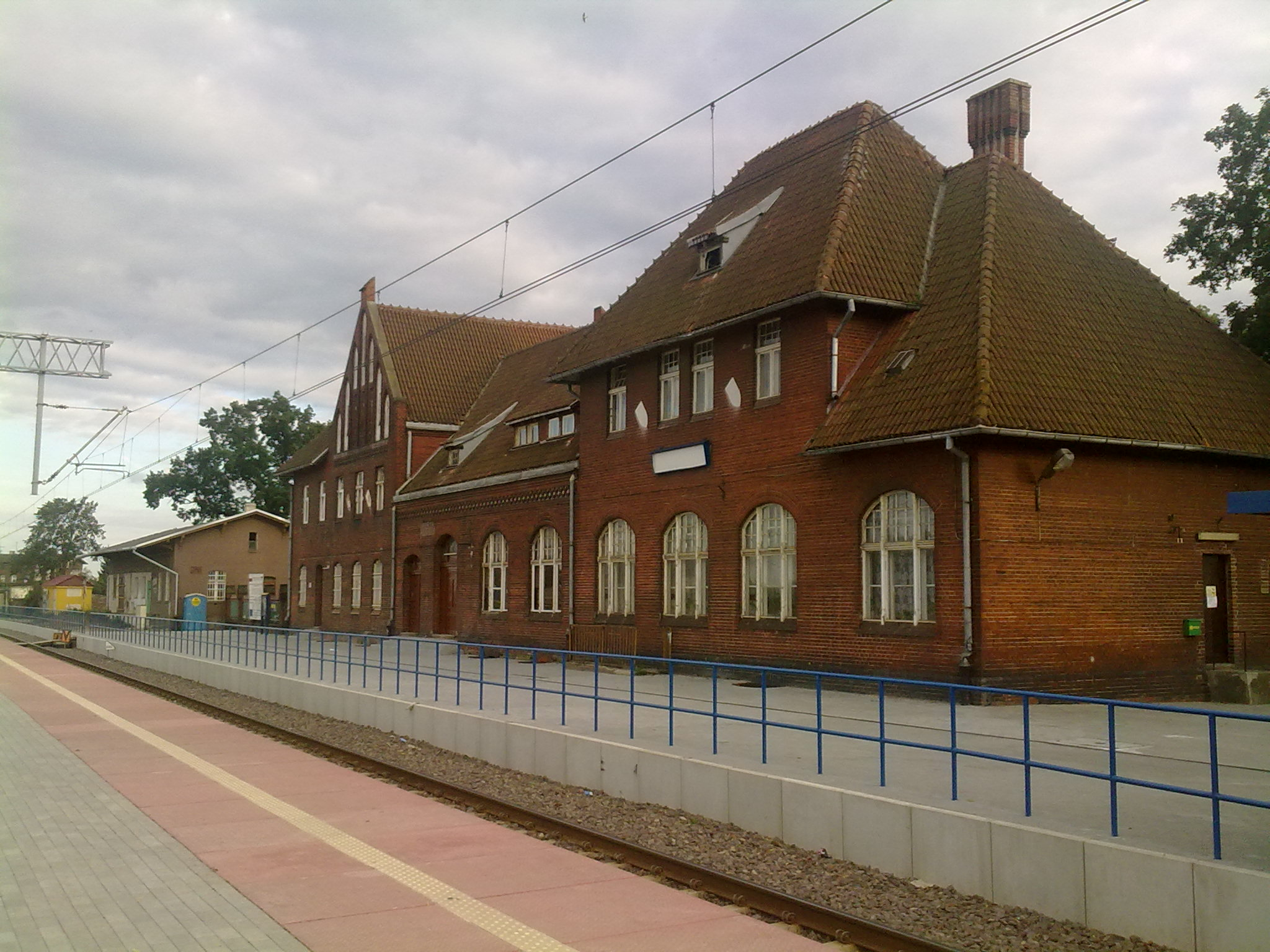
Budynek dworca od strony peronów
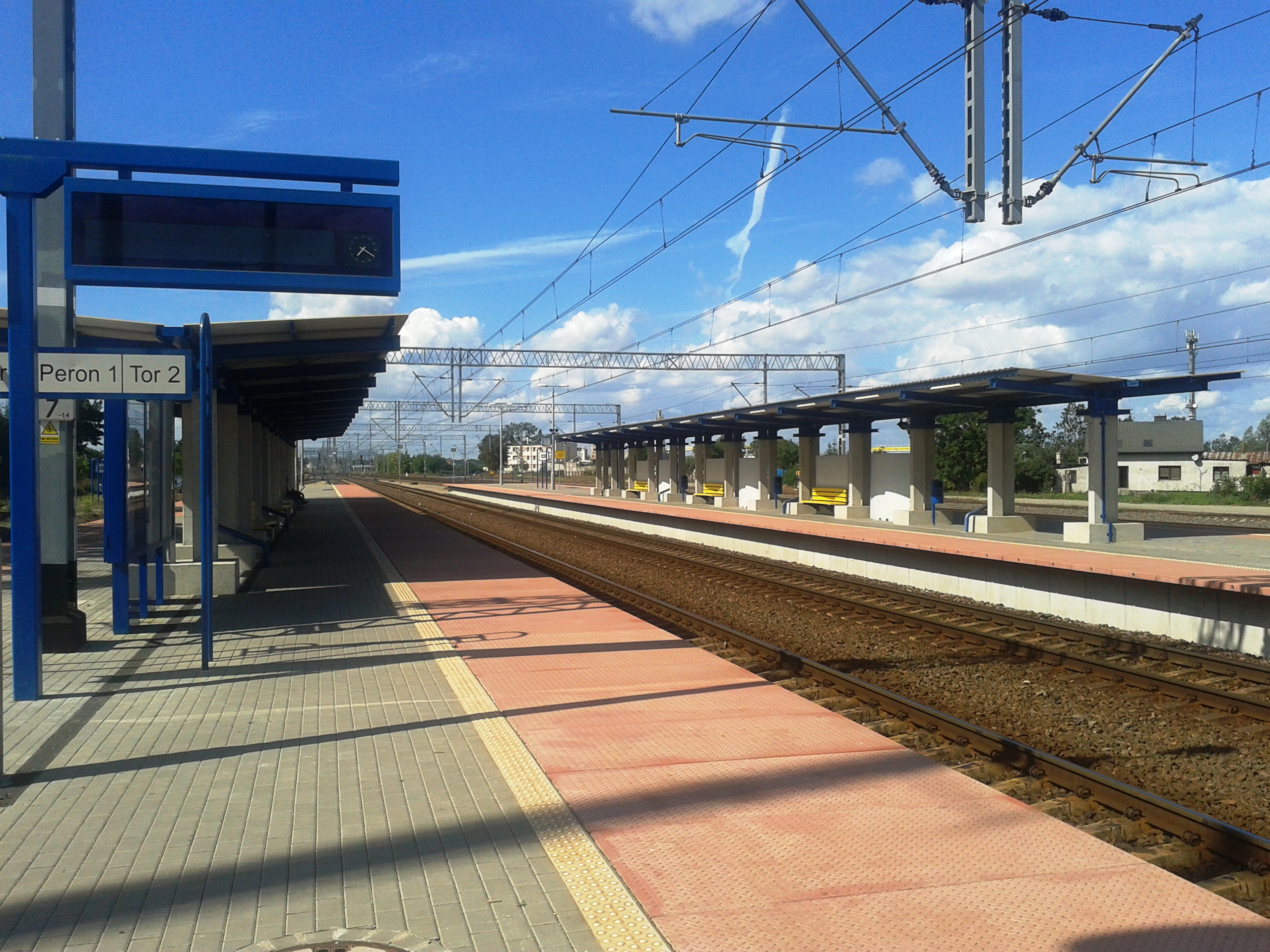
Perony stacji
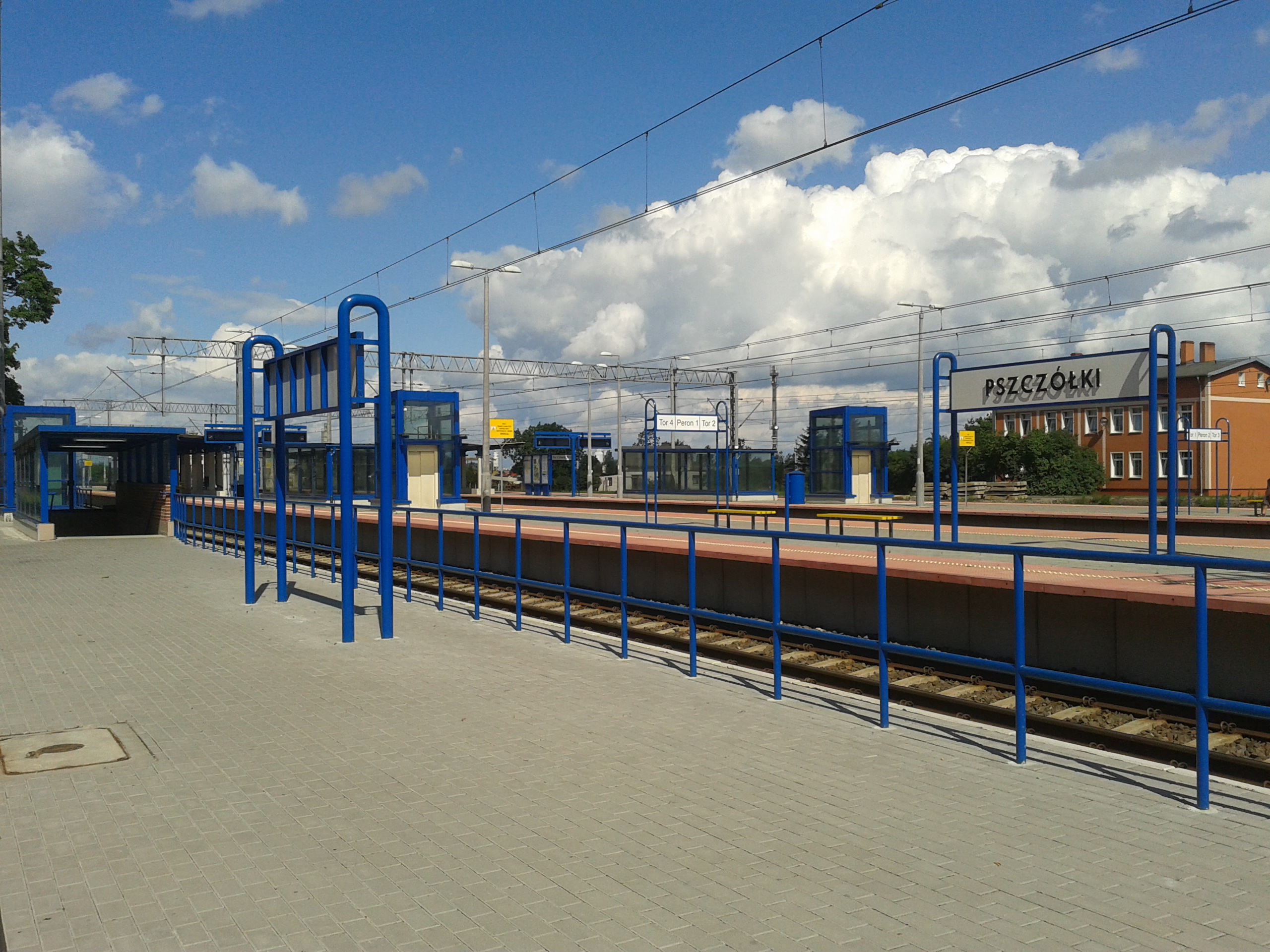
Widok na perony od strony budynku dworca